# Izzunnissa Begum
Izzunnissa Begum (nota anche come Akbarabadi Mahal e Sirhindi Begum; Akbarabad, ... – Agra, 28 gennaio 1678) è stata una nobildonna indiana, terza consorte dell'imperatore Moghul Shah Jahan.

## Biografia
Izzunnissa Begum nacque ad Akbarabad da Shahnawaz Khan, nipote di Bayram Khan. Era inoltre la sorella di Mirza Khan Manuchir.
Nel 1617, dopo la campagna del Deccan, Khurram Mirza (futuro imperatore Shah Jahan) decise di legarsi politicamente a Bayram Khan e alla sua famiglia, legame che venne celebrato dal matrimonio fra lui e Izzunnissa, che divenne la sua terza consorte. Le fonti sono discorsi sul fatto che Khurram consultò o meno suo padre, l'imperatore Jahangir: secondo alcuni il principe agì alle spalle del genitore, secondo altri fu proprio Jahangir a imporre il matrimonio al figlio. Il matrimonio venne celebrato il 2 settembre 1617 a Burhanpur. Un anno dopo, Izzunnissa mise al mondo il suo unico figlio, Jahan Afroz. Alla nascita, gli astrologi diedero un verdetto negativo e così il bambino fu allontanato e affidato al bisnonno Bayram e a sua nipote Jana, vedova del principe Daniyal. Nel 1621, gli astrologi di corte, guidati da Jotik Rai, predissero che il figlio meno amato di Shah Jahan sarebbe morto di vaiolo: malgrado tutti credessero si riferissero al principe Shah Shuja, all'epoca malato, fu il piccolo Jahan Afroz a morire nel giro di poche settimane. 
La situazione di Izzunnissa a corte era complicata dal fatto che Shah Jahan concentrava tutto il suo amore e la sua devozione sulla seconda consorte, l'imperatrice Mumtaz Mahal, trascurando lei e le altre due consorti secondarie, Kandahari e Fatehpuri. La loro situazione migliorò leggermente alla morte di Mumtaz Mahal nel 1631.
Izzunnissa sopravvisse al marito per ben dodici anni, morendo il 28 gennaio 1678 ad Agra. Venne sepolta in un mausoleo a suo nome costruito nei giardini di Sirhindi di Shahjahanabad (oggi nota come Antica Delhi).

## Discendenza
Da Shah Jahan, ebbe un unico figlio:
- Jahan Afroz (Agra, 25 giugno 1619 - Burhanpur, marzo 1621). Morto di vaiolo prima dei due anni.